# Chanat Kazański

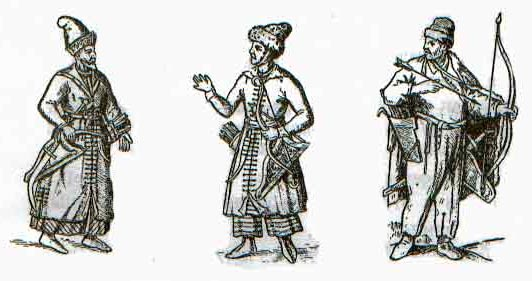
Tatarzy kazańscy – rycina Adama Oleariusa (poł. XVII w.)

Chanat Kazański – państwo z ośrodkiem w Kazaniu powstałe około połowy XV wieku w wyniku rozpadu Złotej Ordy, w 1552 roku podbite przez Wielkie Księstwo Moskiewskie.

## Historia
Początki Chanatu Kazańskiego związane są z Uług Mehmedem, synem krótkotrwałego chana Złotej Ordy Dżalal ad-Dina (1411–1412). Kiedy w roku 1437 ostatecznie przegrał on walkę o tron Złotej Ordy z Küczük Mehmedem (1435–1439), odszedł wraz ze swoją ordą z Krymu na północ, gdzie wkrótce pokonał atakującą go armię wielkiego księcia Moskiewskiego Wasyla II (1425–1462) pod Bielewem w pobliżu granicy moskiewsko-litewskiej. W roku 1438 Uług Mehmed obległ Moskwę i zniszczył Kołomnę, by później w dalszych walkach z wojskami moskiewskimi przesunąć się na wschód wzdłuż rzeki Oki. W roku 1445 syn Uług Mehmeda, Mahmutek (1445–1462) pokonał Wasyla II w bitwie pod Suzdalem i wziął go do niewoli, z której ten uwolnił się w zamian za obietnicę zapłacenia ogromnego okupu i podwyższenia trybutu. W tym samym roku Mahmutek zajął też Kazań, należący do miejscowego władcy Ali Bega, tym samym zakładając podwaliny pod istnienie chanatu. W roku następnym Mahmutek zabił swojego ojca, a jego dwaj bracia, Kasym i Jakub uciekli do Moskwy. Kasym otrzymał od wielkiego księcia miasto Gorodziec, które na jego cześć zostało nazwane Kasimow i stało się ośrodkiem zależnego od Moskwy Chanatu Kasymowskiego. Mahmutek panował do roku 1462, potem zaś rządzili kolejno jego synowie Chalil (1462–1467) i Ibrahim (1467–1479). Ibrahim  wszczął wojnę z Moskwą, w której początkowo odnosił sukcesy, jednak w roku 1469 Rosjanie przeszli do ofensywy i oblegli Kazań. Ibrahim został zmuszony do wypuszczenia wszystkich jeńców znajdujących się w jego rękach, ale Moskwie nie udało się ustanowić chanem swojego protegowanego Kasyma. 
W roku 1487 syn Ibrahima, Mehmed Emin (1484–1485, 1487–1495, 1502–1518), uciekł do Moskwy, gdzie szukał pomocy przeciwko swojemu bratu, chanowi Alemu (1479–1484, 1485–1487). Po trzytygodniowym oblężeniu Kazań został zdobyty i Mehmed Emin został chanem z ramienia Moskwy, zaś Ali został zesłany do Wołogdy. W roku 1495 Mehmed Emin został wyrzucony z miasta przez Chana Syberyjskiego Mamuka (1495–1496). W roku 1496 Mamuk został pokonany przez wojska moskiewskie, które osadziły na tronie Kazania młodszego brata Mehmeda Emina, Abdullatifa (1496–1502). Niezadowolony z jego rządów Iwan III (1462–1505) w roku 1502 pozbawił go władzy i ponownie osadził w Kazaniu Mehmeda Emina. Ten, początkowo wierny Rosjanom, wkrótce jednak zbuntował się przeciwko ich władzy. Z sukcesami prowadził wojnę przeciwko Moskwie i w 1506 roku pokonał jej armię pod Niżnym Nowogrodem, by w roku 1507 zawrzeć pokój, który przywracał stan równowagi między oboma państwami. Wraz ze śmiercią Mehmeda Emina w roku 1518 (oraz o rok wcześniejszą śmiercią Abdullatifa) wygasła linia chanów kazańskich wywodzących się od Uług Mehmeda.

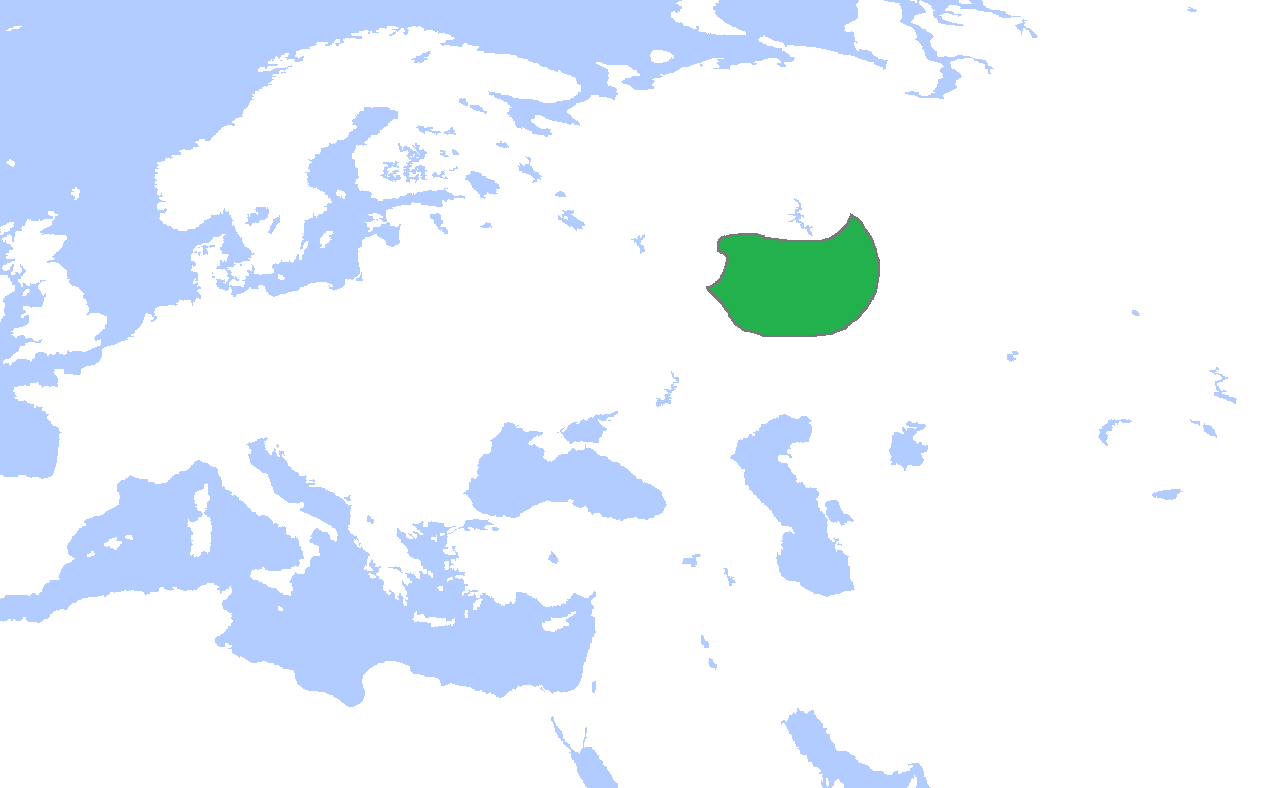
Chanat Kazański około roku 1500

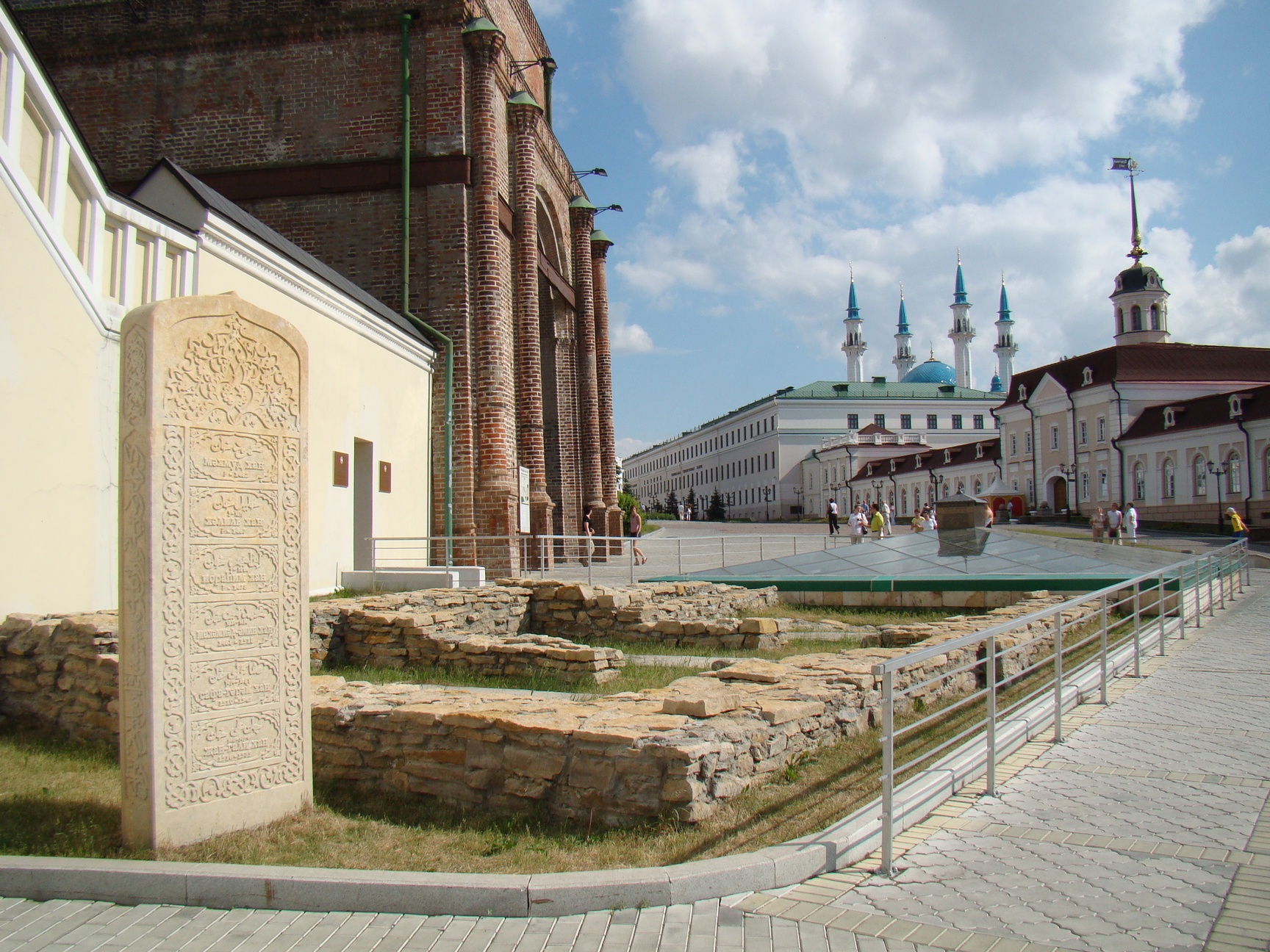
Groby chanów kazańskich na kazańskim Kremlu

Od tej chwili Chanat Kazański stał się przedmiotem rywalizacji kandydatów popieranych przez chanów krymskich oraz przez Moskwę. W roku 1519 Moskwa osadziła w Kazaniu swojego kandydata, Chana Kasymowa Szejcha Alego (1519–1521, 1546, 1551–1552). W roku 1521 został on obalony przez miejscowych możnych, którzy poprosili Chana Krymskiego Mehmeda Gireja (1515–1523) o przysłanie na chana swojego brata Sahiba Gireja (1521–1524), który poprzez swoją matkę był przyrodnim bratem Mehmeda Emina i Abdullatifa. W tym samym roku Mehmed i Sahib przeprowadzili wspólny atak na Wielkie Księstwo Moskiewskie, rozbijając jego oddziały i uprowadzając tysiące jeńców, nie będąc jednak w stanie zdobyć jego stolicy. Po śmierci Mehmeda w roku 1523 Sahib zdecydował się starać o tron Krymu i opuścił Kazań, pozostawiając jako jego władcę swojego trzynastoletniego bratanka, Safę Gireja (1524–1532, 1534–1546, 1546–1549). Wasyl III (1505–1533) zakazał wówczas moskiewskim kupcom handlować w Kazaniu i założył konkurencyjny targ w Niżnym Nowogrodzie. Jednocześnie wraz z rozpoczęciem budowy twierdzy Wasilsursk w pobliżu zbiegu Wołgi i Sury w roku 1523 rozpoczęła się okupacja regionu Środkowej Wołgi przez Rosjan. W roku 1530 moskiewska armia pomaszerowała na Kazań i zaczęła ostrzeliwać jego mury, by w następnym roku we współdziałaniu z miejscowym stronnictwem promoskiewskim zmusić Safę Gireja do ucieczki do swojego ojczyma, bega Nogajów Mamaja. Chanem został wówczas brat Szejcha Alego, Dżan Ali (1532–1534). W roku 1534 zginął on w zamachu stanu przeprowadzonym przez zwolenników Safy Gireja, który tym samym powrócił do władzy. W roku 1546 siły moskiewskie na krótki czas z powrotem ustanowiły władzę Szejcha Alego, jednak natychmiast po ich wycofaniu się Safa Girej odzyskał swój tron. Następcą zmarłego w 1549 roku Safy Gireja został jego dwunastoletni syn Utemysz (1549–1551). W roku 1551 Moskwa zastąpiła go raz jeszcze Szejchem Alim, jednak ludność Kazania, nie akceptująca jego niepopularnych rządów oraz niezadowolona także z powodu zajęcia przez Iwana IV (1533–1584) zachodniego brzegu Wołgi i praktycznej utraty suwerenności wszczęła bunt i wyrżnęła moskiewski garnizon. Tytuł chana zaproponowano wywodzącemu się od chanów astrachańskich Jadyger Mehmedowi (1551–1552). Po krótkim oblężeniu Kazań został jednak zdobyty w wyniku moskiewskiego szturmu 2 października 1552 roku i tym razem został bezpośrednio włączony do posiadłości Moskwy.

## Chanowie kazańscy
- Uług Mehmed (1445)
- Mahmutek (1446–1462)
- Chalil (1462–1467)
- Ibrahim (1467–1479)
- Ali (1479–1484)
- Mehmed Emin (1484–1485)
- Ali (1485–1487)
- Mehmed Emin (1487–1495)
- Mamuk (1495–1496)
- Abdullatif (1496–1502)
- Mehmed Emin (1502–1518)
- Szejch Ali (1519–1521)
- Sahib Girej (1521–1524)
- Safa Girej (1524–1532)
- Dżan Ali (1532–1534)
- Safa Girej (1534–1546)
- Szejch Ali (1546)
- Safa Girej (1546–1549)
- Utemysz Girej (1549–1551)
- Szejch Ali (1551–1552)
- Jadyger Mehmed (1552)